# 马加爵事件
马加爵故意殺人案是指2004年发生的云南大學學生馬加爵殺害4名同學的一起刑事案件。此案件由于作案者为大学生，手段残忍而吸引社会各界的关注。此案给人印象深刻，不少媒体将此案作为之后大学生杀人案件的对比案例。

## 人物介绍
案件的犯人马加爵（1981年5月4日－2004年6月17日，23岁），男，汉族，身高171.5厘米，云南大学生化学院生物技术专业2000级学生，户籍地为广西壮族自治区宾阳县宾州镇马二村一队，家中有父母及一姐姐。被害四人杨开宏，云南省红河州人；龚博，陕西省勉县人；唐学李，云南省怒江州人 ；邵瑞杰，广西壮族自治区梧州市人，五人为同学，他们平时经常在一起活动。
马加爵在小学成绩较好，小学时期的老师对他的评价是思维开阔、敏捷。马加爵进入宾州中学就读初中时，由于语文科成绩不理想而被分配到一般班级。由于家境原因，马加爵在中学食宿方面都非常节俭。由于其成绩优异，学校将其升到快班。马加爵还获得了一次全国物理竞赛的二等奖。
1997年，马加爵考进了广西的重点高中广西宾阳中学。此时他性格更加封闭，并在高三学年的1999年11月离校出走到广西贵港市，并因形迹可疑被抓捕至派出所。回到学校后，他一下子恶补功课，成绩突飞猛进。2000年9月他以高考分數超過录取分数線272分（超過廣西自治區重點線50多分）考进了云南大学。有同学认为，他曾尝试融入大学生活，却因为自己的行为举止遭到嘲笑而开始变得暴躁。

## 案件经过
据马加爵供认，杀人事件的起因是因为打牌争执。2004年寒假马加爵因为打工没有回家，留在学校住宿。邵瑞杰和唐学李提早回到了学校。唐学李原本是住在校外的出租房的，只是因为那几天还是假期，校内宿舍的床位空置率较高而入住邵瑞杰和马加爵的317室。案发前几天，马加爵和邵瑞杰等几个同学打牌时，因邵瑞杰怀疑马加爵出牌作弊两人发生争执。曾被马认为与其关系较好的邵瑞杰说“没想到连打牌你都玩假，你为人太差了，难怪龚博过生日都不请你……”，马认为他的这番话伤害了自己的自尊心，转而动了杀机。在2013年10月1日2日的锵锵三人行节目中，李玫瑾教授透露马加爵真正的杀人动机之一是因为寒假期间涉及性的行为（外出嫖娼）被室友发现，当年之所以不公布真相是怕给受害者和加害者家属造成二次伤害。
马加爵利用电脑在互联网上查阅资料，确定用杀人后流血相对较少的铁锤作为他的作案工具，同时查阅了一些省份的地理资料及登录过公安部的网站。他在自己电脑上查阅的这些资料后来成为警方的查案线索。马加爵到一个旧货市场买了一把石工锤，据其自称为了使用方便，他请店主把锤子的木柄锯短。马加爵把锤子藏在宿舍楼内厕所的隐蔽处，但后来却被人偷走。他又到同一间商店再买了一把锤，并同样让店主锯短。他还买了日后用于捆扎尸体的黑色塑料袋、胶带纸，又制作了假身份证以备逃跑时使用。
唐学李的存在成为马加爵杀人的障碍，因此马决定先除掉他。2月13日晚，马加爵趁唐学李不备用石工锤砸向其头部，杀死唐学李后马用塑料袋扎住唐的头部，藏进衣柜锁好。14日晚，邵瑞杰回到宿舍，因隔壁宿舍同学已经回来他只好回到317室。马加爵趁其洗脚时用石工锤把他砸死。15日中午，杨开红到317室找马加爵打牌，碰巧马加爵正在处理尸体，马怕事情泄漏用石工锤杀死杨开红。当晚马加爵到龚博的宿舍，骗龚博说317室打牌三缺一，将其引到317室后用石工锤杀死。四人的尸体均被马加爵用黑色塑料袋扎住头部后放入衣柜锁住。据马加爵本人事后指称，当时曾有一广西老乡林峰过来找马加爵打牌，因其曾为马加爵到饭堂拿饭，加上马加爵觉得他平时对其不错而没有动手。
15日当天，马加爵到云南省工商银行汇通支行学府路储蓄所分两次提取了350元和100元人民币现金。杀死4人后，马加爵在2月17日带着现金和自己之前制作的假身份证乘坐火车离开。在火车站他的假身份证被警察查到，但由于其案情还未被发现，他得以逃脱并乘坐到广州的火车离开。
2004年2月23日中午13时18分，结束寒假刚返校不久的云南大学北院鼎鑫学生公寓6幢317室两名学生感觉宿舍有异味，遂一起打扫卫生，发现本室一衣柜内有液体流出并带有臭味后，随即向学校宿舍报告，保安撬开后发现四名学生尸体都被藏在宿舍内的四个衣柜里，校方随即向昆明市公安局报警。

## 抓捕过程
马加爵身上带着一部复读机和三盒磁带，在路上他曾听外语资料并用复读机的录音功能记下自己的作案动机。马加爵在2月18日下半夜到达三亚，并混入拾荒者的人群中。因为看到自己的通缉令，他不敢去饭店购买食物，只在街头捡别人吃剩的饭盒。他白天和拾荒者活动，晚上躲在银行、招待所、商店门前睡觉。
警方经过侦查后，认定317室即为作案现场；被害人均系钝器打击头部致颅脑损伤死亡，死亡时间约一周；作案时间初步认定在2月13日至15日，作案工具即现场遗留的石工锤。同时，警方将嫌疑对象定为云南大学本校学生、当时居住于该寝室的马加爵。2004年2月23日晚11时，云南省公安厅向全省公安机关发出A级通缉令；公安部于24日向全国发出A级通缉令。时任中共中央总书记、国家主席胡锦涛在此间做出指示，要求充实力量，抓紧破案。
2004年3月2日，公安部召开了全国公安机关查缉云大“2·23”专案作案嫌疑人电视电话会议，全警动员。中央电视台在新闻频道公开发布通缉令、新华社也向全国各新闻媒体发通稿，发布通缉马加爵的公开通缉令，公安部、云南省公安厅作出决定，对提供准确线索的公民给予人民币20万元奖励。2004年3月10日，公安部召开紧急电视电话会议，再一次进行组织和部署，要求全国公安机关积极行动起来，全力追捕“杀人狂魔”。
2004年3月2日曾有市民向警方举报在吉林至宁波的1365次列车上发现疑似马加爵的乘客。同月在上海、甘肃、四川宜宾等地都先后亦先后出现疑似出现马加爵身影的爆料，但经过警方调查后均以嫌疑人与马加爵身份特征不符的结果告终。
2004年3月15日下午7时20分许，海南省三亚当地人摩的司机陈贤壮向三亚市河西派出所举报：在三亚的河西路一河堤附近，发现一相貌极似马加爵的男子。警方接报后，迅速赶往发现地抓获该人，经初步审讯，此人交待了在云南大学杀害四名学生的犯罪事实，经鉴定，确认是马加爵本人。公安部刑侦局代表于3月16日下午三亚市现场向举报有功人员、摩的司机陈贤壮颁发奖金20万元；此外，三亚市政府也将给予陈贤壮奖励，共计25万元。
2004年3月17日凌晨，犯罪嫌疑人马加爵被押解回到昆明。
对云南大学“2·23血案”中国全国共计动员约170万警力，重点对汽车站、客运码头、火车站、机场、宾馆（旅店）、出租房、网吧、电子游戏厅等公共场所搜查；通缉令广泛张贴于城市、乡村的大街小巷、楼宇庭院，动员公共汽车、出租车、人力车驾驶员通力协查。此案全国警察部门共计获取1500多起群众提供的有用线索。

## 审判及死刑
2004年4月22日，马加爵一案在昆明市中级人民法院第二法庭开审，马加爵父亲曾为其聘请北京中孚律师事务所向阳律师，但因“马加爵拒绝聘请律师”，法院安排云南照耀律师事务所的律师赵耀和昆明市法律援助中心的主任冯姓律师为其辩护。马加爵在法庭称自己作案时未有受伤，但在案发现场发现多处马的血迹。辩护律师曾以此为由请求对被告重新作精神鉴定，被法庭以“未能提供相关法律依据”为由拒绝，法庭又请出云南省公安厅法医鉴定中心的法医为辩护方解释。马加爵当庭称“请求法院对我判处极刑”。邵瑞杰、杨开红、唐学李的家属对马加爵提出总数为82万余元人民币赔偿的要求。
4月24日，云南省昆明市中级人民法院一审判处马加爵死刑，剥夺政治权利终身。判令马加爵赔偿附带民事诉讼原告人李文杨、唐先和人民币两万元，赔偿附带民事诉讼原告人邵渭清、黄燮梅人民币两万元，赔偿附带民事诉讼原告人杨绍权、马存英人民币两万元。宣判后，在法定期限内，马加爵没有提出上诉，昆明中院即依法报送云南省高级法院核准对马加爵的死刑判决。有媒体报道，马加爵听到判决时似哭似笑，脸部表情非常复杂。家人则哭求其提出上诉，并在庭后提出对马加爵的精神状态做二次司法鉴定。但最终马加爵并未提出上诉。
2004年6月17日，马加爵被执行死刑。

## 评价分析
马加爵事件发生后，在中国大陆各网络论坛上广泛引起关注，尤其是在马加爵被执行死刑之后，各大网络论坛对其人其事展开一场持久的讨论，有人对此事件表示谴责，认为马加爵手段残忍，应当受到严惩。但是也有人对其表示同情与遗憾，同时在网上详细说明马加爵的生平、生活艰辛、经济拮据，指出其由于家境贫困，导致其在大学生活中自卑心理油然而生，因得不到及时矫正，以致最终走向绝路。更有甚者，指出中国内地公安机关在通缉马加爵时，所使用的照片（照片并没有使用其证件照，而是带有令部分人看后不快的表情）极易造成读者对其本人印象上的负面判断，而表示不公。同时也不乏此事件之后，对马加爵与被害人双方的家人表示同情。
中国人民公安大学犯罪心理学教授李玫瑾对此案表示，“导致他杀人的，不是因贫困而引起的自尊问题，马加爵自己也讲了，是他做人的失败。”而在多年后的药家鑫案中，李玫瑾将同为大学生的，因开车撞到他人害怕被对方举报而用刀捅死人的药家鑫的，不是一刀，而是连续刺了八刀的行为，归纳为“弹钢琴的习惯反应”。此说法在犯罪心理界普遍受到赞同。但被社会误解为“弹钢琴引发杀人”，引起社会舆论的批评，指其对马加爵的评论不公。
對於殺人，馬加爵的心靈表述是：「我真的迷失方向了，覺得不知道該怎麼生活下去了。」

## 后续事件
马加爵父母在案发后曾亲自前往几名死者家中谢罪。马加爵被处决后尸体被火化，三年后记者采访时，家人表示并未取回其骨灰。后证实在马加爵火化一月后，其姐将骨灰领回后撒入大海。
2008年，云南大学再发大学生杀人案件。云南省丽江公路管理总段路桥公司一项目负责人木鸿章包养云南大学旅游文化学院（现丽江文化旅游学院）一名大二女生張超（北京人），后被其同伙和其在昆明的男朋友及另一人杀死后分尸。有媒体形容其为“女版马加爵”。
多年后中国大陆的多次大学生杀人事件中，媒体均将案件与马加爵的案件做对比。
举报人陈贤壮后来成为乐东县的治安联防员。
負責審判馬加爵的审判长刀文兵則在2020年因涉嫌故意殺人被提起公訴。刀文兵曾於1998年負責審判孫小果。